# Фрис, Вульф
Вульф Фрис (нем. Wulf Fries, настоящее имя Кристиан Юлиус Фрис, нем. Christian Julius Fries; 10 января 1825 года, деревня Горбек, ныне район Зегеберг, Шлезвиг-Гольштейн — 19 апреля 1902 года, Бостон) — американский виолончелист немецкого происхождения. Брат Августа Фриса (1821—1913).
Учился музыке у своего отца, директора школы, и у других местных музыкантов, систематического музыкального образования не получил, но с 12-летнего возраста выступал публично как виолончелист и, в юные годы, как тромбонист. В 1842 году вместе со старшим братом отправился в Берген, где играл в составе Музыкального общества «Гармония». В 1847 году уехал в США и провёл всю оставшуюся жизнь в Бостоне. В 1849 году вместе с братом стал основателем Квинтета имени Мендельсона — одного из первых стабильных камерных ансамблей Новой Англии, — и выступал в его составе до 1872 года. Как ансамблист выступал также с Антоном Рубинштейном и Генриком Венявским во время их гастролей в США. Играл также в различных бостонских оркестрах. С 1889 года — профессор Бостонской консерватории.